# Osobowość typu A
Osobowość typu A, WZA (wzór zachowania A), zachowanie typu A – typ osobowości, charakteryzującej się wysokim poziomem stresu, wywołanym presją czasu, tendencją do zachowań rywalizacyjnych, wysokim poziomem ambicji, agresywnością i wrogością wobec innych. Osoba z WZA postrzega otoczenie jako zagrażające i żyje w nieustannej reakcji alarmowej (fazie stresu). W kategoriach psychologicznych konstruktów teoretycznych WZA charakteryzuje neurotyczna ekstrawersja (EPQ-R) i niski poziom ugodowości (NEO-FFI).
Hipoteza o występowaniu osobowości typu A, została po raz pierwszy postawiona przez Oslera. Opiera się na założeniu, że istnieje związek osobowości człowieka z występującymi u niego chorobami układu krążenia. Pod koniec lat 50. XX wieku amerykańscy kardiolodzy, Meyer Friedman i Ray Rosenman prowadzili badania, które dowiodły, że zapadalność na choroby serca jest dwukrotnie częstsza u osób nastawionych na dążenie do perfekcji i żyjących w ciągłym pośpiechu. Prowadzono wiele badań podłużnych poświęconych osobowości typu A i ryzyku zachorowania na CWS:
- Western Collaborative Study (1960–1975) - prześledzono stan zdrowia 3200 robotników, CWS wystąpiła 2,2 raza częściej u osób zaklasyfikowanych do WZA
- Framingham Heart Study - badania 1600 kobiet i mężczyzn przez 8 lat, CWS wystąpiła 3 razy częściej u osób zaklasyfikowanych do WZA
- The Belgian Heart Disease Prevention Trial - badania 2000 kobiet i mężczyzn, CWS wystąpiła 1,9 raza częściej u osób zaklasyfikowanych do WZA

Niektórzy współcześni badacze podają w wątpliwość związek między WZA a chorobą wieńcową. Wydaje się jednak, że pewien aspekt tego typu osobowości - niewyrażanie negatywnych uczuć, zwłaszcza tłumienie wrogości - jest jedną z istotnych przyczyn choroby wieńcowej.
WZA jest przeciwieństwem WZB, typu osobowości zdrowej somatycznie.